# Love Love Love (singel)
"Love Love Love" – piosenka dance pop stworzona przez Andersa Hanssona na edycję specjalną trzeciego albumu studyjnego Agnes, Dance Love Pop (2008), wydanym pod nazwą Dance Love Pop: The Love Love Love Edition (2009). Wyprodukowany przez Hanssona, utwór wydany został jako trzeci singel promujący krążek dnia 28 lutego 2009 w Szwecji.

## Informacje o singlu oraz Melodifestivalen
Po raz pierwszy artystka wzięła udział w szwedzkich preselekcjach do Konkursu Piosenki Eurowizji, Melodifestivalen w roku 2007, jednak utwór który miała zaprezentować wyciekł do internetu przed ustalonym terminem publikacji, przez co Agnes została zdyskwalifikowana.
Dnia 14 października 2008, dwa lata po pierwszej zgłoszeniu wydano oficjalne oświadczenie, iż w konkursie Melodifestivalen 2009 udział weźmie ponownie Agnes prezentując kompozycję "Love Love Love". Utwór został stworzony przez Andersa Hanssona, producenta który miał wkład w większość materiału na albumie Dance Love Pop, zaś opublikowany na specjalnej edycji krążka wydanego pod nazwą Dance Love Pop: The Love Love Love Edition. Początkowo zakładano, iż na preselekcjach wokalistka wykona piosenkę w duecie ze szwedzką piosenkarką pop Marie Serneholt, jednak do planowanej kolaboracji nie doszło, zaś Serneholt wzięła udział w konkursie prezentując własną kompozycję.
Agnes pojawiła się jako uczestnika w czwartym półfinale, dnia 28 lutego 2009 na Malmö Arena, walcząc o finał wraz z siedmioma pozostałymi wykonawcami. Wokalistka zaprezentowała "Love Love Love" jako pierwsza tego wieczora, a ubrana była w złoty kostium przylegający do skóry śpiewając samotnie do momentu, gdy na scenę wkroczył zespół złożony z sześciu tancerzy. Piosenka zajęła wysokie miejsce zyskując przepustkę do finału.
Finał konkursu Melodifestivalen odbył się 14 marca 2009 w Ericsson Globe w Sztokholmie. Utwór "Love Love Love" zaprezentowany został trzeci w kolejności z jedenastu występów tego dnia, ukazując podobne show jak przy okazji półfinału. Ostatecznie kompozycja zdobyła czterdzieści punktów zajmując w ten sposób pozycję ósmą.

## Wydanie singla
Pierwszy raz piosenkę "Love Love Love" usłyszeć można było dnia 27 lutego 2009, dzień przed półfinałowym występem Agnes w konkursie Melodifestivalen za pośrednictwem oficjalnej witryny internetowej Sveriges Television, organizatora przedsięwzięcia. Swoją radiową premierę utwór zanotował dnia 28 lutego 2009, w dzień konkursu zgodnie z przyjętymi zasadami publikacji. 1 marca 2009 "Love Love Love" ukazał się w formatach CD oraz digital download stając się trzecim singlem promującym wydawnictwo Dance Love Pop natomiast utwór uwzględniony został na liście utworów edycji specjalnej krążka zatytułowanej Dance Love Pop: The Love Love Love Edition wydanej dnia 1 kwietnia 2009.
Singel zadebiutował dnia 6 marca 2009 w oficjalnym zestawieniu najlepiej sprzedających się utworów w Szwecji na pozycji #28, następnego tygodnia osiągając szczytowe miejsce #4. W pozostałych wydaniach listy kompozycja systematycznie spadała z wysokich pozycji ostatecznie znajdując się w zestawieniu dziewięć tygodni.

## Listy utworów i formaty singla
Szwedzki CD singel
1. "Love Love Love" (Wersja radiowa) — 2:59
2. "Love Love Love" (Wersja instrumentalna) — 2:59

Szwedzki singel digital download
1. "Love Love Love" (Wersja radiowa) — 2:59

## Pozycje na listach
| Lista przebojów (2009)       | Najwyższa pozycja |
| ---------------------------- | ----------------- |
| Szwecja Singles Top 60 Chart | 4                 |